# Crown of Creation meets Friends
Crown of Creation meets Friends je druhý řadové album německé skupiny Crown of Creation. Bylo vydáno roku 1998 a je na něm 15 písniček. Na tomto albu už se skupinou nespolupracoval Matthias Dorn a Philippe Beaucamp.

## Seznam skladeb
1. Angel – 4:55
2. Gimme Hope – 4:41
3. When Time is lost – 6:22
4. Better and better – 4:25
5. Child’s Eyes – 5:29
6. Friends – 5:03
7. Gone with the Wind Tears in Motion – 4:13
8. You lift me up Tears in Motion – 3:48
9. Summerdream Tears in Motion – 4:14
10. Walk the Rainbow Trance-4-Matian – 4:41
11. This is our Future Trance-4-Matian – 4:54
12. Take my Hand Trance-4-Matian – 4:30
13. My Heart and your Heart Trance-4-Matian – 4:37
14. Cry out Frank & Friends – 4:06
15. Out in the Dark Frank & Friends – 3:52

## Obsazení
- Nicci Knauer – Zpěv
- Thomas Czacharowski – Klávesy a speciální efekty
- Adrian Lesch – Klávesy a speciální efekty
- Olaf Oppermann – Kytara